# Club Puebla Premier
El Club Puebla Premier fue un equipo filial, sin derecho a ascenso, del Club Puebla de la Primera División de México. Participaba en el Grupo 2 de la Serie A de la Segunda División de México. Jugaba sus partidos de local en el Club Alpha 3.

## Historia
El 25 de mayo de 2015 se anunció que los 18 equipos de Primera División tendrían un equipo filial en la Liga Premier de la Segunda División, para que los jugadores que superen los 20 años de edad y ya no puedan participar en la categoría Sub-20 se mantengan activos. Así, Puebla fundó la filial de Segunda División llamándola "Puebla Premier".
En 2018, el requisito reglamentario de tener un equipo en Liga Premier fue eliminado, por lo que 12 de los 18 equipos pertenecientes a la Liga MX dejaron de contar un con una escuadra en esta categoría, entre ellos el cuadro filial del Puebla.

## Temporadas
| Apertura 2015 | 3.Segunda Serie A | 6o. Grupo III  |
| Clausura 2016 | 3.Segunda Serie A | 15o. Grupo III |
| Apertura 2016 | 3.Segunda Serie A | 5o. Grupo III  |
| Clausura 2017 | 3.Segunda Serie A | 15o. Grupo III |
| Apertura 2017 | 3.Segunda Serie A | 13o. Grupo II  |
| Clausura 2018 | 3.Segunda Serie A | 8o. Grupo II   |